# Экологические проблемы Кыргызстана
Экологические проблемы Кыргызстана указаны в Концепции экологической безопасности Кыргызской Республики, принятой в 2007 году и обсуждаются в других документах по экологической и экологической политике, таких как Национальный план действий в области окружающей среды (1995 г.), Стратегия развития страны на 2009—2011 годы и другие.
Концепция экологической безопасности рассматривает экологические проблемы страны в мировом, региональном и национальном масштабах.

## Мировые экологические проблемы
В Киргизии скопилось немало экологических проблем, в том числе:
Глобальное потепление, озоновая дыра, опустынивание и потеря биоразнообразия входят в число глобальных экологических проблем, стоящих на повестке дня.
- Глобальное потепление. Кыргызстан признал проблему глобального потепления и в 2003 году ратифицировал Киотский протокол к Рамочной конвенции ООН об изменении климата. По оценкам, энергетический сектор страны ответственен за выбросы примерно 2/3 общего количества диоксида углерода[3], и в абсолютном выражении это количество, вероятно, будет расти, даже несмотря на увеличение доли производимой гидроэнергии. В связи с глобальным изменением климата в Кыргызстане существует проблема дегляциации. Площадь, занимаемая ледниками, за последнее время уменьшилась на 20 %, и есть опасения, что ледники в стране могут исчезнуть к 2100 году.
- Истощение озонового слоя. Кыргызстан признал глобальную проблему истощения озонового слоя и в 2000 году ратифицировал Монреальский протокол и Венскую конвенцию об охране озонового слоя.
- Опустынивание. Страна признала проблему опустынивания и в 1999 году присоединилась к Конвенции ООН по борьбе с опустыниванием. Опустынивание представляет реальную угрозу для Кыргызстана. В соответствии со Стратегией развития страны на 2009—2011 годы из 10,6 млн га сельскохозяйственных земель более 88 % оказались деградированными и подверженными опустыниванию, площади повторного засоления почв увеличились и составляют 75 % всех пахотных земель, половина всех пастбищ классифицируются как деградированные как по растительности, так и по почвам.
- Утрата биоразнообразия. С точки зрения биологического разнообразия Кыргызстан занимает ведущее место в мире: он обладает около 1 % всех известных видов животных и растений, при том, что его площадь составляет 0,13 % мировой суши. Согласно Стратегии и Плану действий по сохранению биоразнообразия, угрозы биоразнообразию связаны с антропогенной деятельностью человека и включают в себя изменение среды обитания, фрагментацию естественных сообществ из-за чрезмерного использования, чрезмерного сбора урожая, прямой смертности[4], интродукции неместных видов, загрязнения окружающей среды и изменения климата[5]. В Концепции экологической безопасности говорится, что к числу природных факторов, влияющих на биоразнообразие в стране, относятся опустынивание земель и изменение климата. Кыргызстан признал проблему биоразнообразия и в 1996 году присоединился к Конвенции о биологическом разнообразии.

## Региональные экологические проблемы
- Горнодобывающая промышленность. Отходы горнодобывающей промышленности представляют прямую угрозу для окружающей среды как Кыргызстана, так и соседних стран. Горнодобывающая промышленность, расположенная на больших высотах в хрупкой горной среде, произвела сотни миллионов тонн пустой породы и хвостов на свалках и хвостохранилищах, которые служат источником постоянного загрязнения окружающей среды тяжёлыми металлами, радиоактивными материалами и цианидами. Основная часть отходов горнодобывающей промышленности находится в речных бассейнах, и поскольку Кыргызстан относится к горным странам и в значительной степени подверженным стихийным бедствиям, таким как землетрясения и оползни, представляет высокий риск приграничного загрязнения. В Кыргызстане и приграничных районах Казахстана, Узбекистана и Таджикистана от этого могут пострадать 5 миллионов человек.
- Нехватка воды. Совместное использование природных ресурсов — важная проблема для стран Средней Азии. Кыргызстан и Таджикистан обладают значительными водными ресурсами, берущими свое начало из рек Амударья и Сырдарья, которые в советское время разделялись с Узбекистаном, Казахстаном и Туркменистаном в обмен на газ, нефть и электричество. Однако современные проекты строительства плотин, такие как плотина Камбар-Ата-1 на реке Нарын и Токтогульская ГЭС на реке Сырдарья, привели к тому, что Узбекистан и Казахстан потеряли излишки электроэнергии и, следовательно, возможность экспорта электроэнергии в Кыргызстан и Таджикистан. К концу 1990-х годов советская система разделения ресурсов была полностью разрушена, а новая система ещё не была введена в строй из-за отсутствия политического согласия и недоверия между республиками Средней Азии[6].

## Национальные экологические проблемы
- Загрязнение воздуха. Загрязнение воздуха стало серьёзной проблемой в городских центрах в последние годы. Основными источниками загрязнения воздуха являются энергетика и сектор строительных материалов, горнодобывающая и перерабатывающая промышленность, домохозяйства, использующие уголь, и транспорт. Ухудшение качества воздуха связано с более широким использованием угля на ТЭЦ вместо природного газа, с использованием низкосортного топлива в домашних хозяйствах и с ростом парка транспортных средств, в котором задействовано много старых, плохо обслуживаемых автомобилей[1].
- Загрязнение воды. Основными источниками загрязнения воды являются промышленные сточные воды, сточные воды от сельского хозяйства, бытовых сточных вод, свалки, выщелачивание. Системы сбора городских сточных вод собирают только около 70 % всех городских сточных вод и лишь 20 % от общего объёма сточных вод сбрасывается на очистные сооружения[7]. Ещё одна проблема — низкая пропускная способность сети мониторинга поверхностных вод, которая существенно деградировала за последние 20-25 лет.
- Деградация горных экосистем . Кыргызстан — горная страна, 90 % территории которой расположены на высоте более 1500 метров. Крупномасштабное технологическое давление на хрупкие горные экосистемы со стороны горнодобывающих и инфраструктурных проектов, а также сельскохозяйственного сектора привело к нарушению баланса и ускорению ряда стихийных бедствий.
- Управление твердыми отходами:

Промышленные отходы: в Кыргызстане расположено 92 горнодобывающих предприятия, содержащих 250 миллионов кубометров токсичных и радиоактивных отходов. В 1999—2007 годах площадь этих участков увеличилась с 189,3 га до 381 га.
Твёрдые бытовые отходы: Управление бытовыми отходами не соответствует санитарным и экологическим требованиям, отсутствует надлежащая утилизация отходов. Например, на Бишкекском мусорном полигоне, рассчитанном на 3,3 миллиона кубометров, в настоящее время содержится 24 миллиона кубометров бытовых отходов.
- Природные и техногенные катастрофы. Территория Кыргызстана подвержена более чем 20 стихийным бедствиям, включая землетрясения, оползни, лавины, наводнения, сели и т. д., которые представляют угрозу для жизни и здоровья людей и причиняют материальный ущерб.
- Целостность лесных территорий. Среднее значение Индекса целостности лесных ландшафтов в 2018 году в Киргизии составило 8,86 из 10, что ставит его на 13-е место в мире из 172 стран в данном списке[9].

## Рекомендации
1. 1 2  Концепция экологической безопасности Кыргызской Республики. Дата обращения: 6 января 2021. Архивировано 22 июля 2011 года.
2. ↑  Европейская экономическая комиссия ООН. [https://unece.org/DAM/env/epr/epr_studies/kyrgyzstan%20r.pdf ОБЗОР РЕЗУЛЬТАТИВНОСТИ
ЭКОЛОГИЧЕСКОЙ ДЕЯТЕЛЬНОСТИ] // Организация Объединённых Наций. — 2000. Архивировано 10 января 2021 года.
3. ↑  Наргиза Рыскулова (20 февраля 2020). Дым над Бишкеком. Почему столица Кыргызстана каждую зиму задыхается от смога. Русская служба Би-би-си. Архивировано 8 января 2021. Дата обращения: 6 января 2021.
4. ↑  Одна из основных причин смертности в Киргизии – плохая экология. regnum.ru (16 января 2019). Дата обращения: 6 января 2021. Архивировано 8 января 2021 года.
5. ↑  Kyrgyz Republic: Biodiversity Strategy and Action Plan. Дата обращения: 6 января 2021. Архивировано 12 января 2021 года.
6. ↑  International Crisis Group. «Water Pressures in Central Asia Архивная копия от 20 мая 2016 на Wayback Machine», CrisisGroup.org Архивная копия от 3 июня 2020 на Wayback Machine. 11 September 2014. Retrieved 7 October 2014.
7. ↑  UNECE's 2nd Environmental Performance Review of Kyrgyzstan. Дата обращения: 6 января 2021. Архивировано 26 сентября 2020 года.
8. ↑  Любовь Борисенко. Мусорный полигон столицы Киргизии угрожает безопасности людей. rg.ru. Российская газета (18 марта 2020). Дата обращения: 6 января 2021. Архивировано 7 января 2021 года.
9. ↑  Grantham, H. S. (2020). Anthropogenic modification of forests means only 40% of remaining forests have high ecosystem integrity - Supplementary Material. Nature Communications. 11 (1). doi:10.1038/s41467-020-19493-3. ISSN 2041-1723.